# Stebno (przystanek kolejowy)
Stebno – przystanek kolejowy w Stebnie, w kraju usteckim, w Czechach. Położona jest na wysokości 375 m n.p.m.
Na przystanku istnieje możliwości zakupu biletu i rezerwacji miejsc. 

## Linie kolejowe
- 160 Plzeň - Žatec